# Sistema Yt
Il sistema Yt, noto anche come sistema Cartwright, è uno dei 38 sistemi di gruppi sanguigni dell'uomo. Il sistema Yt è caratterizzato da due alleli: Yt(a) (o Yta) e Yt(b) (o Ytb). 
L'antigene di gruppo è presente sulla membrana dei globuli rossi, si trova sulla acetilcolinesterasi, un enzima che degrada l'acetilcolina.
Gli anticorpi contro il sistema Yt possono portare a reazioni trasfusionali come l'anemia emolitica.